# Open the Gate
 (août 2017).
Si vous disposez d'ouvrages ou d'articles de référence ou si vous connaissez des sites web de qualité traitant du thème abordé ici, merci de compléter l'article en donnant les références utiles à sa vérifiabilité et en les liant à la section « Notes et références ».
Albums de Sayuri Sugawara
First Story
(2010)
Singles
Open The Gate est le second album de la chanteuse Sayuri Sugawara. Il est sorti le 14 novembre 2012 et se compose de quatorze pistes.

## Pistes[1]
| No  | Titre                               | Durée |
| --- | ----------------------------------- | ----- |
| 1.  | Star Drop                           | 5:52  |
| 2.  | Tada                                | 6:02  |
| 3.  | Itsu no Hi mo                       | 5:49  |
| 4.  | Habataku Kimi He                    | 6:04  |
| 5.  | ROCKSTAR                            | 4:12  |
| 6.  | Beyond The Sky                      | 5:20  |
| 7.  | LETTER                              | 5:25  |
| 8.  | Koi no Mahou                        | 5:48  |
| 9.  | Love Again                          | 5:21  |
| 10. | Forever...                          | 4:54  |
| 11. | Kanade                              | 5:16  |
| 12. | Basket Court                        | 4:52  |
| 13. | SONOMAMA                            | 6:14  |
| 14. | Sunao ni Narenakute (Piano Version) | 6:42  |